# David Prowse
David Prowse (Bristol, 1935. július 1. – London, 2020. november 28.) angol színész. 
Legismertebb alakítása Darth Vader az eredeti Csillagok háborúja-trilógiában.

## Fiatalkora
Szegény családban született, apját nem ismerte. Már fiatalon dolgoznia kellett, hogy el tudja tartani a családját. Volt postás, életmentő és úszómester is. Elkezdett a testépítéssel foglalkozni, és 1961-ben megnyerte a Brit Súlyemelő Bajnokságot. Arnold Schwarzenegger és Lou Ferrigno jó barátja, őket a sport kapcsán ismerte meg.

## Darth Vader
198 cm-es magassága miatt George Lucas őt választotta Darth Vader szerepére a Star Wars: Egy új reményben, valamint annak két folytatásában, a Birodalom visszavágban és a Jedi visszatérben. Hangját James Earl Jones kölcsönözte.

## Filmjei
| Év   | Magyar cím                                | Eredeti cím                                  | Szerep                      | Magyar hang              | Rendező          |
| ---- | ----------------------------------------- | -------------------------------------------- | --------------------------- | ------------------------ | ---------------- |
| 1970 | The Horror of Frankenstein                | (The Horror of Frankenstein)                 | A Szörny                    |                          | Jimmy Sangster   |
| 1971 | Folytassa, Henry!                         | (Carry On Henry)                             | szakállas kínzómester       |                          | Gerald Thomas    |
| 1971 | Mechanikus narancs                        | A Clockwork Orange                           | Julian                      |                          | Stanley Kubrick  |
| 1972 | Vámpírcirkusz                             | Vampire Circus                               | erőember                    |                          | Robert Young     |
| 1973 | Fekete kígyó                              | Black Snake                                  | Jonathan Walker             |                          | Russ Meyer       |
| 1974 | Frankenstein and the Monster From Hell    | Frankenstein and the Monster From Hell       | Szörny                      |                          | Terence Fisher   |
| 1976 | Alfa holdbázis II/14. epizód A Béta-felhő | The Beta Cloud                               | a szörny                    |                          | Rober Lynn       |
| 1977 | Star Wars IV. rész – Egy új remény        | Star Wars Episode IV: A New Hope             | Darth Vader                 | Kristóf Tibor[forrás?]   | George Lucas     |
| 1977 | Star Wars IV. rész – Egy új remény        | Star Wars Episode IV: A New Hope             | Darth Vader                 | Hollósi Frigyes[forrás?] | George Lucas     |
| 1977 | Jabberwocky                               | Jabberwocky                                  | Red Herring / Black Knights |                          | Terry Gilliam    |
| 1980 | Star Wars V. rész – A Birodalom visszavág | Star Wars Episode V: The Empire Strikes Back | Darth Vader                 | Hollósi Frigyes          | Irvin Kershner   |
| 1983 | Star Wars VI. rész – A Jedi visszatér     | Star Wars Episode VI: Return of the Jedi     | Darth Vader                 | Hollósi Frigyes          | Richard Marquand |
| 2015 | Elstree 1976                              | Elstree 1976                                 | önmaga                      |                          | Jon Spira        |